# Guéron
Pour les articles homonymes, voir Guéron (homonymie).
Guéron est une commune française située dans le département du Calvados en région Normandie, peuplée de 245 habitants.

## Géographie
Guéron est située au cœur du Bessin, dans la vallée de l'Aure, et fait partie de la communauté de communes Bayeux Intercom. Son bourg est à 4 km au sud de Bayeux, à 12 km au nord-ouest de Tilly-sur-Seulles et à 14 km au nord-est de Balleroy. Le nord-est du territoire communal borde la route départementale 572 de Bayeux à Saint-Lô.
Les principaux hameaux sont : Montmirel, le Bourg, Cauvin, la Masse, Près le Pont de Bois, les Flagues, la Bouffardière, le Hiéblé, le Mesnil, le Pont d'Yaulne, la Mare de la Croix.
| Saint-Loup-Hors         | Saint-Loup-Hors, Bayeux | Monceaux-en-Bessin |
| Saint-Loup-Hors, Subles | Guéron                  | Monceaux-en-Bessin |
| Arganchy                | Arganchy, Ellon         | Ellon              |

### Hydrographie
La commune est située dans le bassin Seine-Normandie. Elle est drainée par l'Aure et  et un autre petit cours d'eau,.
L'Aure, d'une longueur de 82 km, prend sa source dans la commune de Caumont-sur-Aure et se jette  dans la Vire en limite d'Osmanville, Isigny-sur-Mer et Carentan-les-Marais, après avoir traversé 26 communes. 

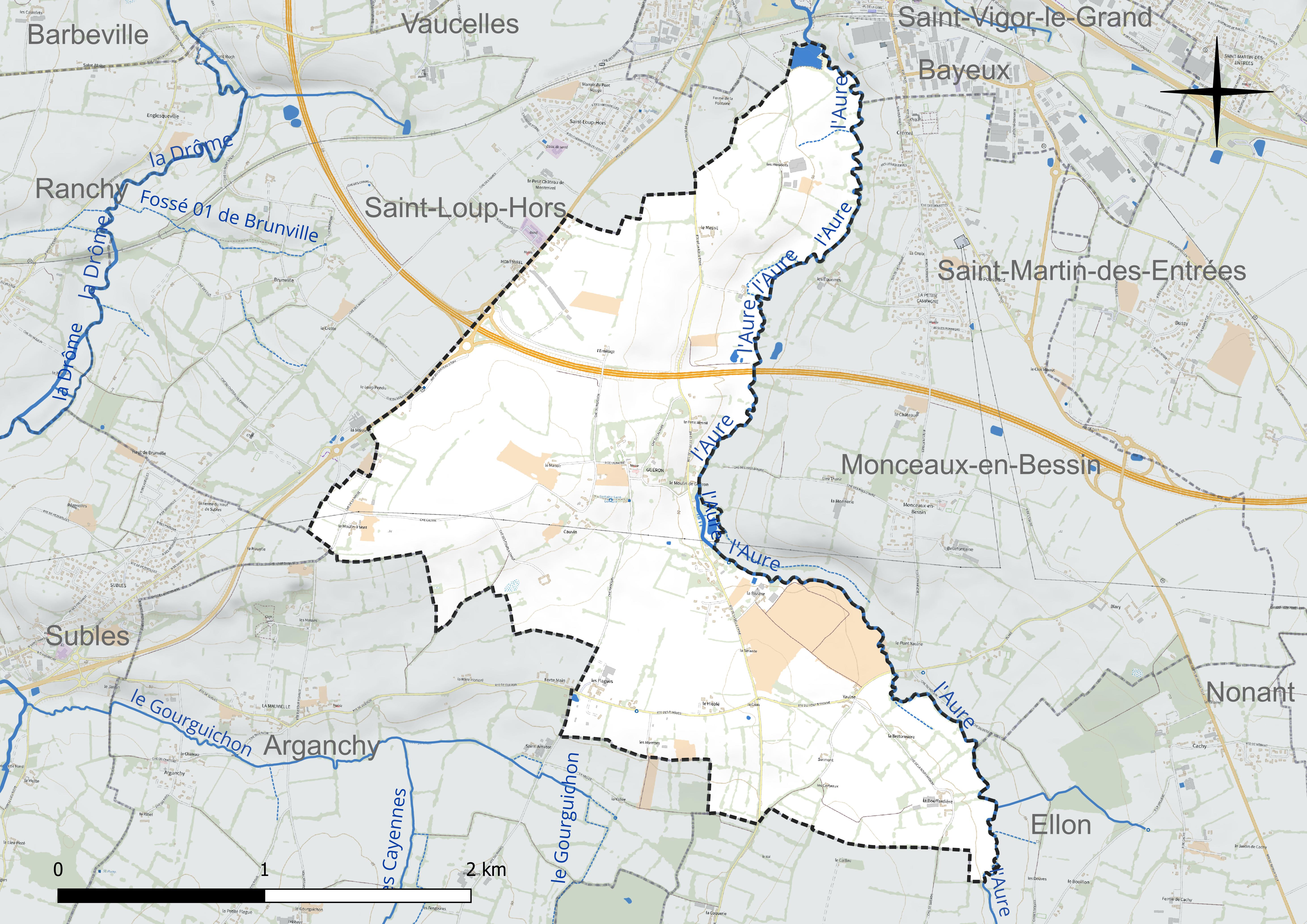
Réseau hydrographique de Guéron.

### Climat
Pour des articles plus généraux, voir Climat de la Normandie et Climat du Calvados.
En 2010, le climat de la commune est de type climat océanique franc, selon une étude du CNRS s'appuyant sur une série de données couvrant la période 1971-2000. En 2020, Météo-France publie une typologie des climats de la France métropolitaine dans laquelle la commune est exposée à un climat océanique et est dans la région climatique Normandie (Cotentin, Orne), caractérisée par une pluviométrie relativement élevée (850 mm/a) et un été frais (15,5 °C) et venté. Parallèlement le GIEC normand, un groupe régional d'experts sur le climat, différencie quant à lui, dans une étude de 2020, trois grands types de climats pour la région Normandie, nuancés à une échelle plus fine par les facteurs géographiques locaux. La commune est, selon ce zonage, exposée à un « climat des plateaux abrités », correspondant à la plaine agricole de Caen à Falaise, sous le vent des collines de Normandie et proche de la mer, se caractérisant par une pluviométrie et des contraintes thermiques modérées.
Pour la période 1971-2000, la température annuelle moyenne est de 10,7 °C, avec  une amplitude thermique annuelle de 11,8 °C. Le cumul annuel moyen de précipitations est de 740 mm, avec 12,7 jours de précipitations en janvier et 7,2 jours en juillet. Pour la période 1991-2020, la température moyenne annuelle observée sur la station météorologique la plus proche, située sur la commune de Balleroy-sur-Drôme à 12 km à vol d'oiseau, est de 11,2 °C et le cumul annuel moyen de précipitations est de 924,3 mm,. Pour l'avenir, les paramètres climatiques de la commune estimés pour 2050 selon différents scénarios d'émission de gaz à effet de serre sont consultables sur un site dédié publié par Météo-France en novembre 2022.

## Urbanisme

### Typologie
Au 1er janvier 2024, Guéron est catégorisée commune rurale à habitat dispersé, selon la nouvelle grille communale de densité à 7 niveaux définie par l'Insee en 2022.
Elle est située hors unité urbaine. Par ailleurs la commune fait partie de l'aire d'attraction de Caen, dont elle est une commune de la couronne,. Cette aire, qui regroupe 296 communes, est catégorisée dans les aires de 200 000 à moins de 700 000 habitants,.

### Occupation des sols
L'occupation des sols de la commune, telle qu'elle ressort de la base de données européenne d'occupation biophysique des sols Corine Land Cover (CLC), est marquée par l'importance des territoires agricoles (100 % en 2018), une proportion identique à celle de 1990 (100 %). La répartition détaillée en 2018 est la suivante : 
prairies (58,2 %), terres arables (36,9 %), cultures permanentes (4,9 %). L'évolution de l'occupation des sols de la commune et de ses infrastructures peut être observée sur les différentes représentations cartographiques du territoire : la carte de Cassini (XVIIIe siècle), la carte d'état-major (1820-1866) et les cartes ou photos aériennes de l'IGN pour la période actuelle (1950 à aujourd'hui).

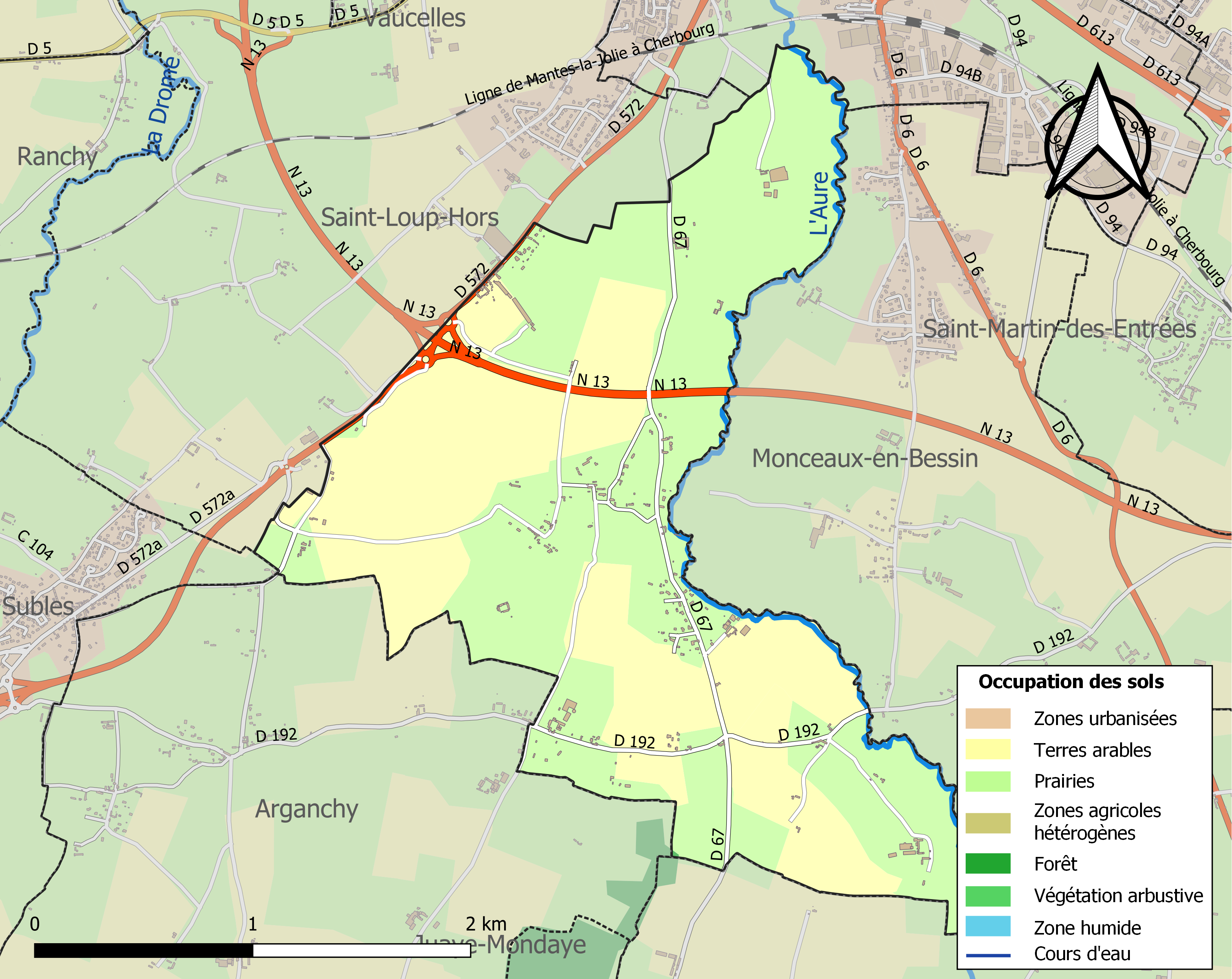
Carte des infrastructures et de l'occupation des sols de la commune en 2018 (CLC).

## Toponymie
Guéron, Geron en 1198, Gueron en 1277 : le toponyme serait issu de l'anthroponyme germanique Wero,, hypothèse formulée par Albert Dauzat et reprise telle quelle par René Lepelley.
Remarque : la forme attendue à partir d'un anthroponyme germanique tel que Wero devrait être *Weron, *Veron, du moins pour certaines des formes anciennes. Le village se situant très au nord de l'isoglosse W- (> V-) / G(u)-.
Le gentilé est Guéronais.

## Histoire
La commune possédait une des plus riches prébendes du diocèse.
Une maison servit de refuge aux protestants pendant les guerres de Religion, puis pendant la Révolution à l'abbé Henri Edgeworth de Firmont, confesseur de Louis XVI, avant son exil en Angleterre.
La croix du cimetière a été érigée en août 1660. Le 17 décembre 1850, le clocher a été frappé par la foudre, la flèche a été fendue dans toute sa hauteur. Avec l'aide de la Société française d'archéologie, le marquis de Bricqueville, maire de la commune à cette époque, le fait reconstruire par l'architecte Delaunay. Le château Saint-Gilles appartenait à la famille de Marguerie, au XVIIIe siècle, il est passé à la famille de Bricqueville. Monseigneur Pierre Pican, évêque de Bayeux a procédé en avril 2004 à la bénédiction du calvaire qui a été déplacé en raison de la création de la déviation autoroutière de Bayeux.
- 27 octobre 1780 : bénédiction des cloches de l'église, fondues à Castillon par le sieur Nicolas Simon.
- 30 janvier 1790 : élection de la municipalité.
- 23 juillet 1830 : achat du presbytère par la mairie.
- 19 avril 1877 : construction de l'école, fermée depuis 1967.
- 1883-1885 : construction du lavoir en remplacement d'un abreuvoir.
- 27 janvier 1920 : un monument aux morts (1914-1918) est réalisé par M. Lesage de Bayeux, une plaque de marbre est apposée dans l'église à la mémoire des treize morts.
- 19 mai 1935 : bénédiction du calvaire.
- 1995 : transformation du presbytère en mairie, l'ancienne mairie de 1885 est démolie.

## Politique et administration
Le conseil municipal est composé de onze membres dont le maire et deux adjoints.

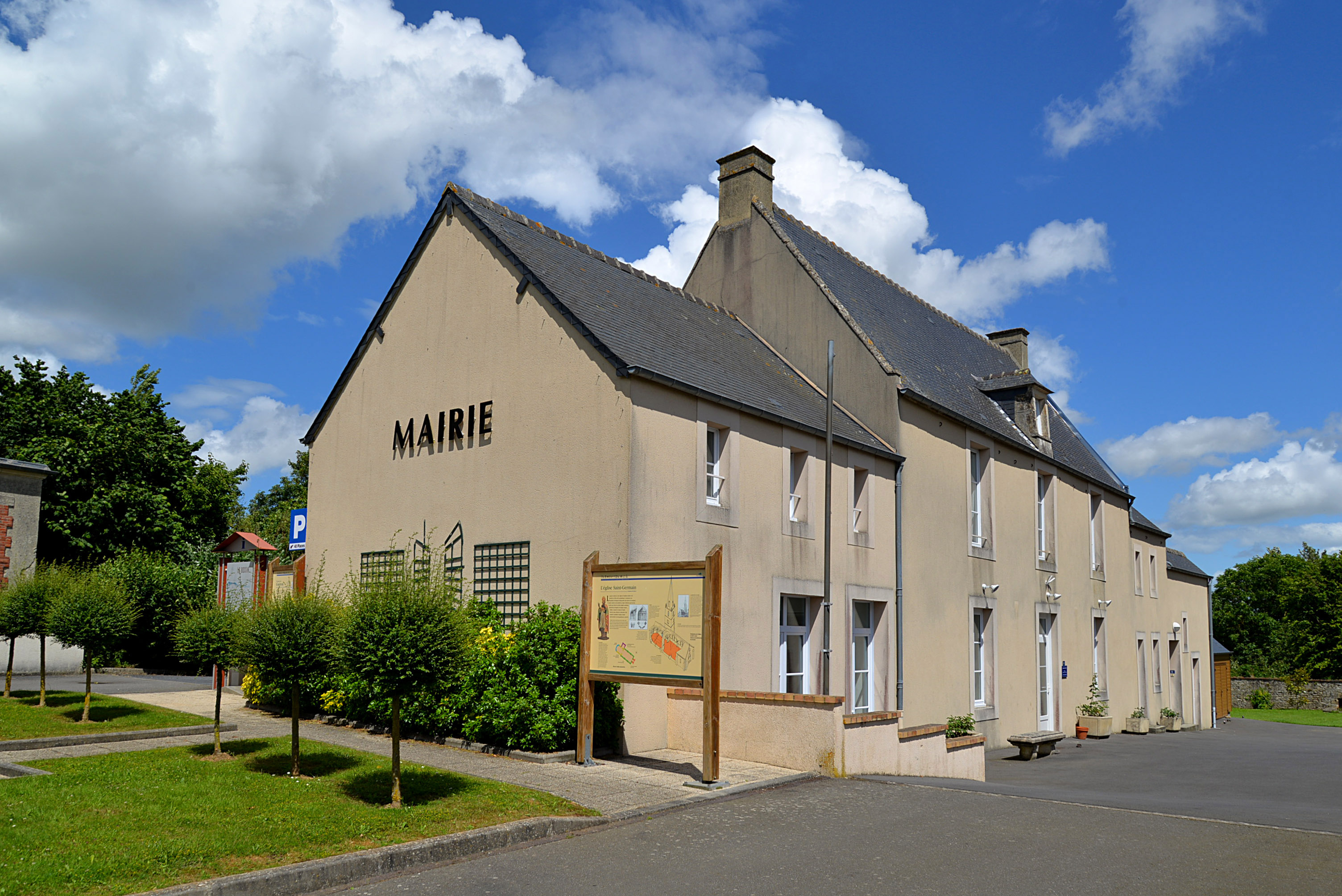
La mairie.

## Démographie
L'évolution du nombre d'habitants est connue à travers les recensements de la population effectués dans la commune depuis 1793. Pour les communes de moins de 10 000 habitants, une enquête de recensement portant sur toute la population est réalisée tous les cinq ans, les populations de référence des années intermédiaires étant quant à elles estimées par interpolation ou extrapolation. Pour la commune, le premier recensement exhaustif entrant dans le cadre du nouveau dispositif a été réalisé en 2005.
En 2022, la commune comptait 245 habitants, en stagnation par rapport à 2016 (Calvados : +1,58 %, France hors Mayotte : +2,11 %).
Guéron a compté jusqu'à 355 habitants en 1821.
| 1793 | 1800 | 1806 | 1821 | 1831 | 1836 | 1841 | 1846 | 1851 |
| ---- | ---- | ---- | ---- | ---- | ---- | ---- | ---- | ---- |
| 327  | 271  | 313  | 355  | 322  | 312  | 314  | 295  | 285  |

| 1856 | 1861 | 1866 | 1872 | 1876 | 1881 | 1886 | 1891 | 1896 |
| ---- | ---- | ---- | ---- | ---- | ---- | ---- | ---- | ---- |
| 271  | 275  | 248  | 248  | 238  | 224  | 244  | 216  | 255  |

| 1901 | 1906 | 1911 | 1921 | 1926 | 1931 | 1936 | 1946 | 1954 |
| ---- | ---- | ---- | ---- | ---- | ---- | ---- | ---- | ---- |
| 251  | 244  | 244  | 222  | 239  | 234  | 213  | 229  | 227  |

| 1962 | 1968 | 1975 | 1982 | 1990 | 1999 | 2005 | 2006 | 2010 |
| ---- | ---- | ---- | ---- | ---- | ---- | ---- | ---- | ---- |
| 226  | 224  | 197  | 238  | 239  | 236  | 214  | 212  | 233  |

| 2015 | 2020 | 2022 | - | - | - | - | - | - |
| ---- | ---- | ---- | - | - | - | - | - | - |
| 248  | 246  | 245  | - | - | - | - | - | - |

## Économie
La commune se situe dans la zone géographique des appellations d'origine protégée (AOP) Beurre d'Isigny et Crème d'Isigny.

## Culture locale et patrimoine

### Lieux et monuments
- L'église Saint-Germain, dédiée à Germain d'Auxerre, date du XIIe siècle et a été remaniée en partie au XIXe siècle dans le style néo-roman. Le chœur est remarquable par son abside semi-circulaire très bien conservée est classé au titre des monuments historiques par décret du 6 août 1915[27]. La cloche date de 1780. La statue en bois de saint Germain du XVIIIe qui se trouve dans l'église proviendrait de l'ancien couvent des ursulines de Bayeux, elle a été achetée en 1949 par l'abbé Julien.
- Dans le chemin de la fontaine existe une source dédiée à saint Germain, elle n'est jamais tarie, elle est réputée guérir les maladies des yeux.
- Sur la façade de la maison Bréard, hameau Montmirel, une plaque commémore le passage du général de Gaulle en 1944.
- Le manoir du Grand-Mesnil du XVIIe siècle, avec à l'intérieur des cheminées de style Louis XIII, figure sur la carte de Cassini. Il s'agirait d'une ancienne maison forte de la seconde moitié du XVe siècle[28]. Un ensemble de pavements médiévaux en céramique aux décors très variés qui recouvraient le sol d'une des pièces du corps de logis et qui ont été depuis déposés, atteste de l'ancienneté de l'édifice. Chanson, historien du milieu du XIXe siècle datait même l'édifice du XIIIe siècle[29].
- Château Saint-Gilles du XVIIIe siècle.
- Ancienne prébende, chemin de la Cavée.
- Maison, chemin la Cavée, où se réfugia l'abbé Edgeworth de Firmont (deux plaques ont été apposées, une sur la maison, une dans l'église en souvenir de cet abbé).
- Moulins de Guéron.

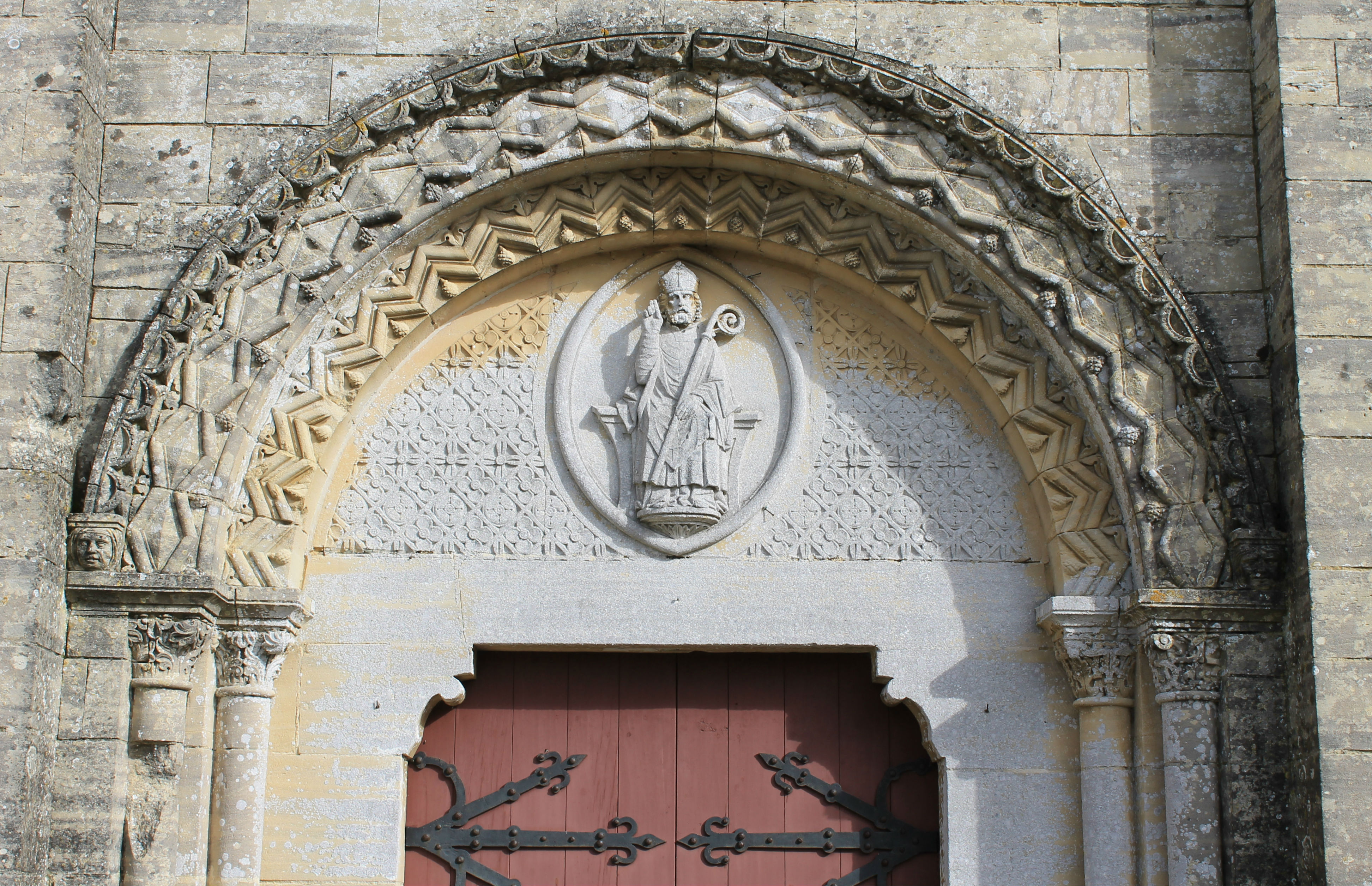
Portail de l'église Saint-Germain.
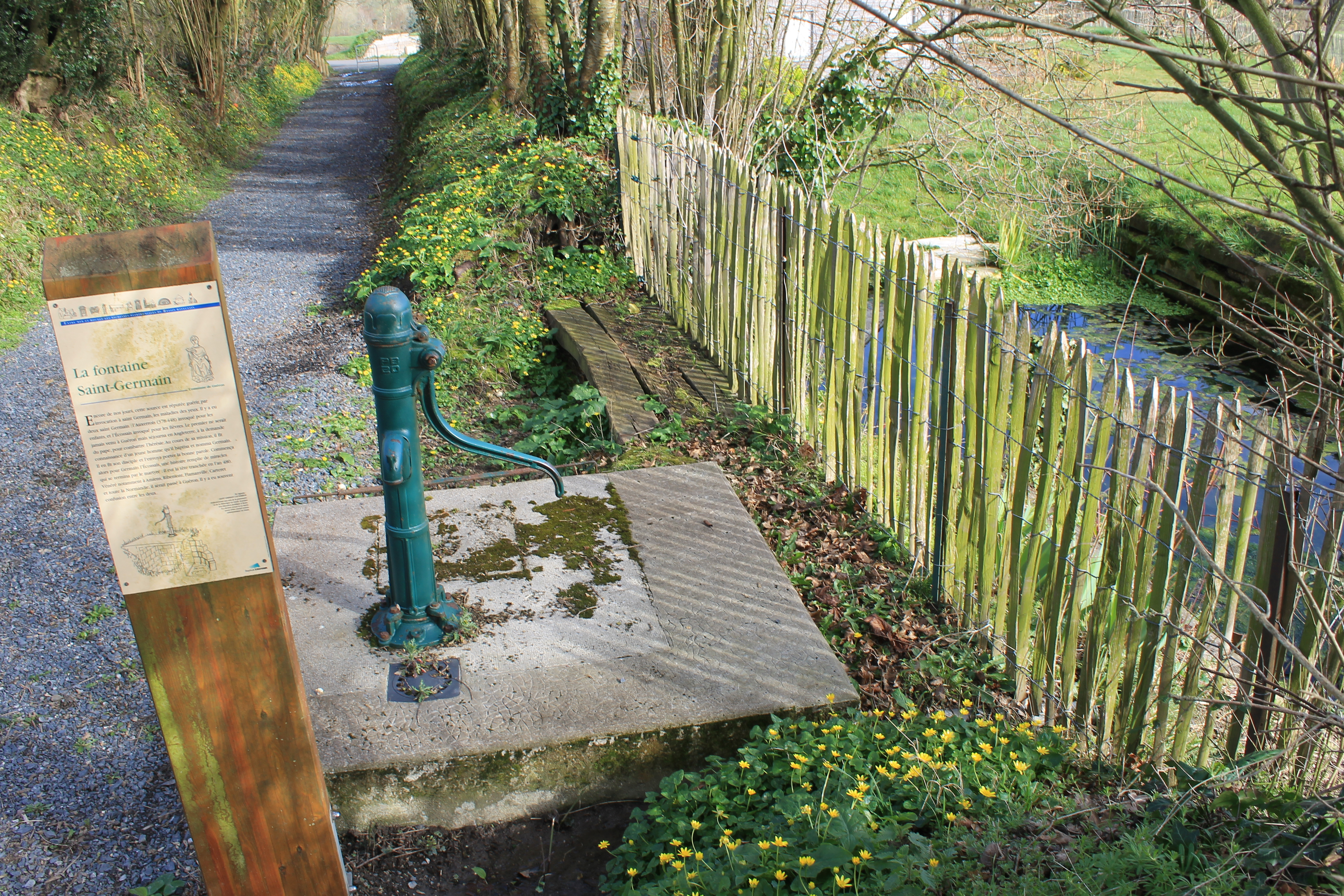
Fontaine Saint-Germain.
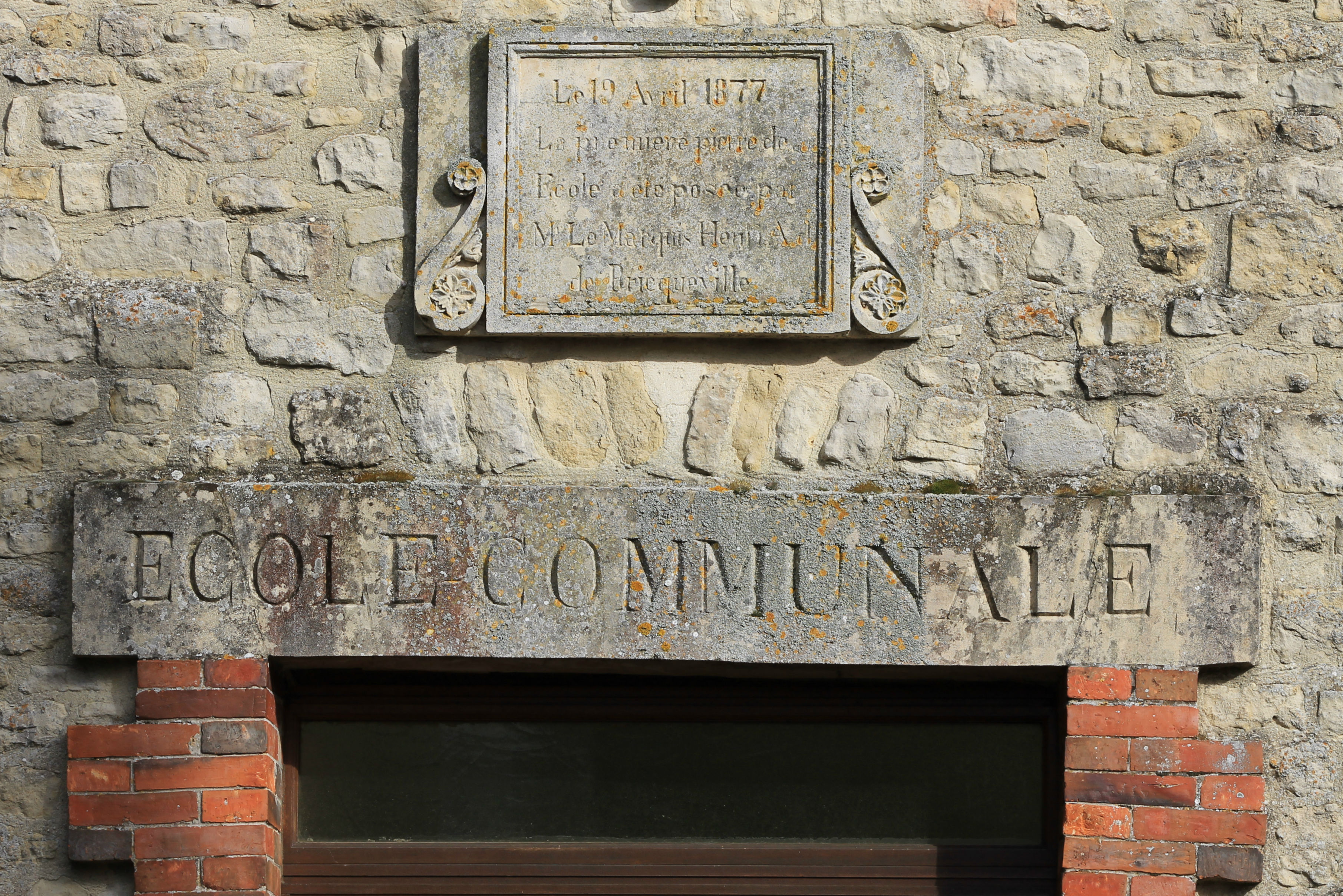
Plaque sur l'école communale.
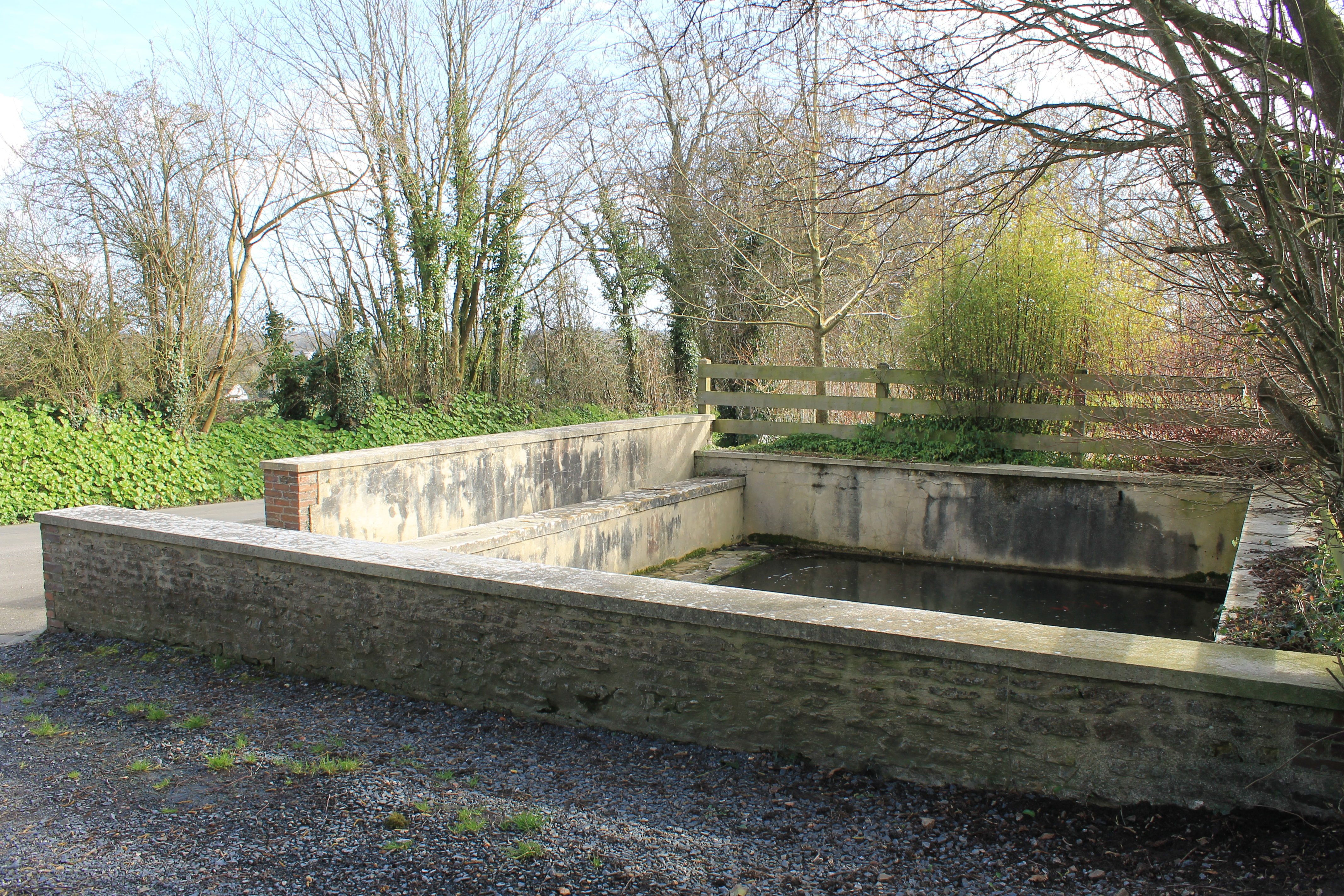
Lavoir.
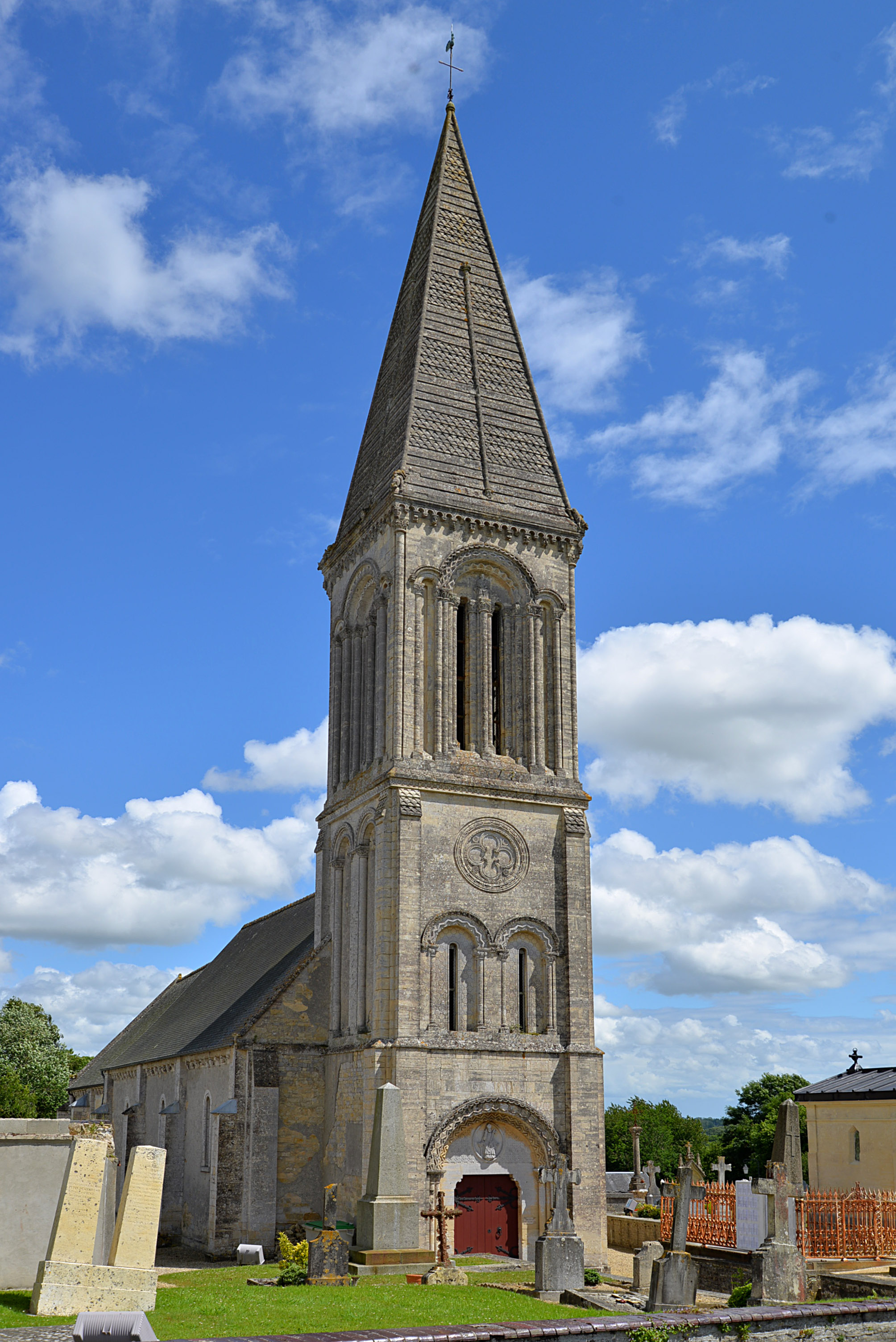
L'église Saint-Germain. Vue côté ouest.
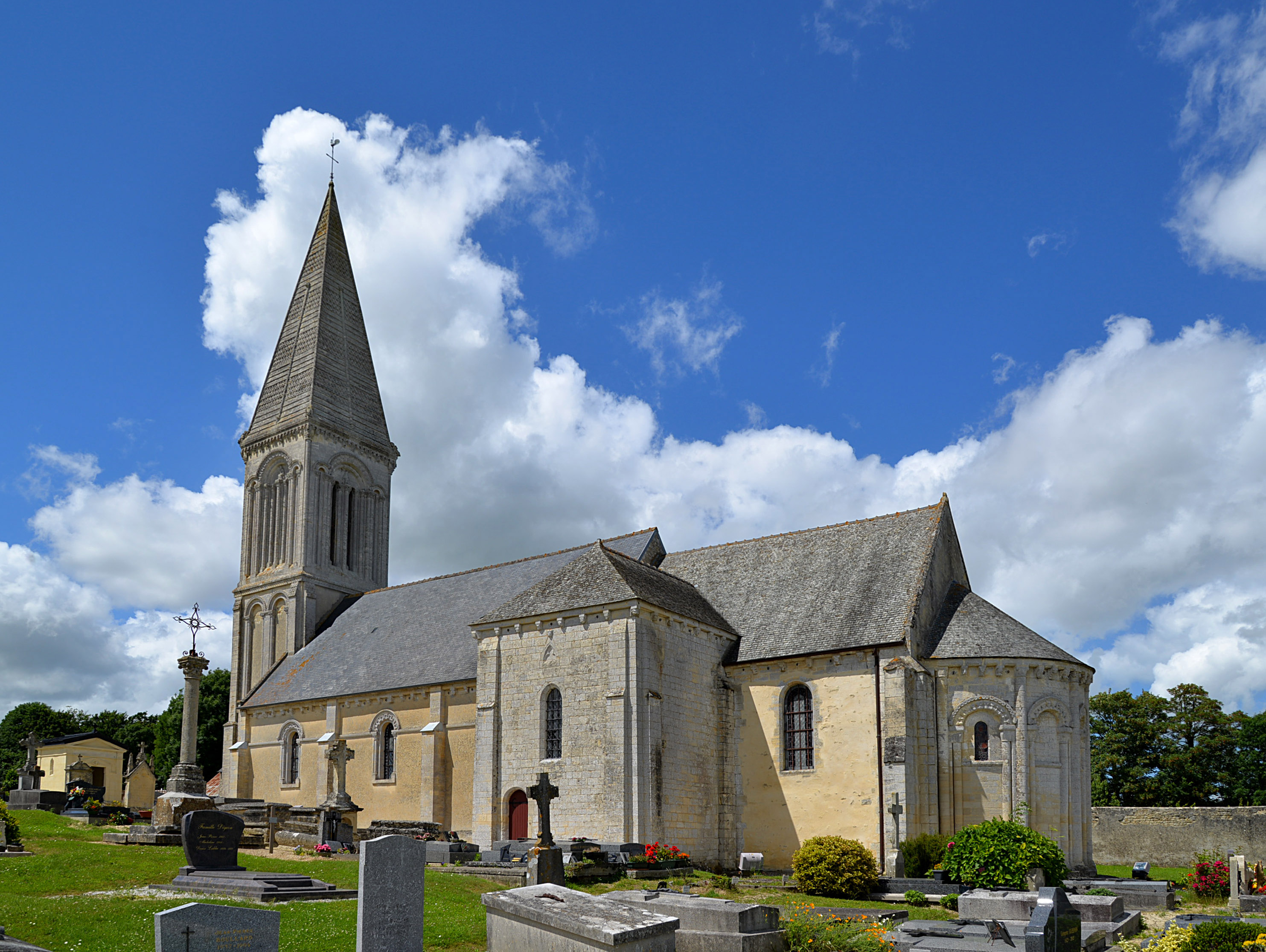
L'église Saint-Germain. Vue arrière sud.
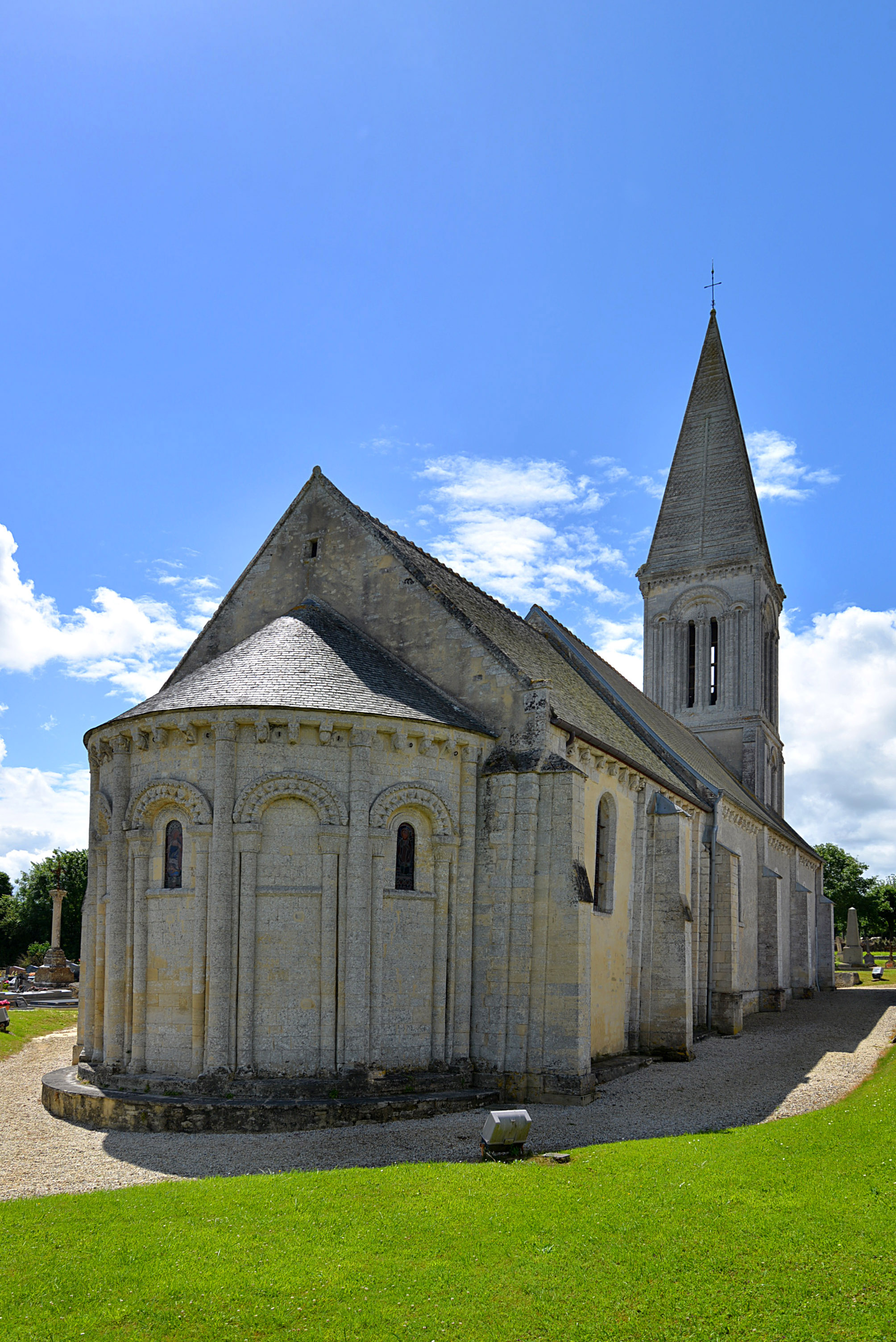
L'église Saint-Germain. Vue arrière nord.
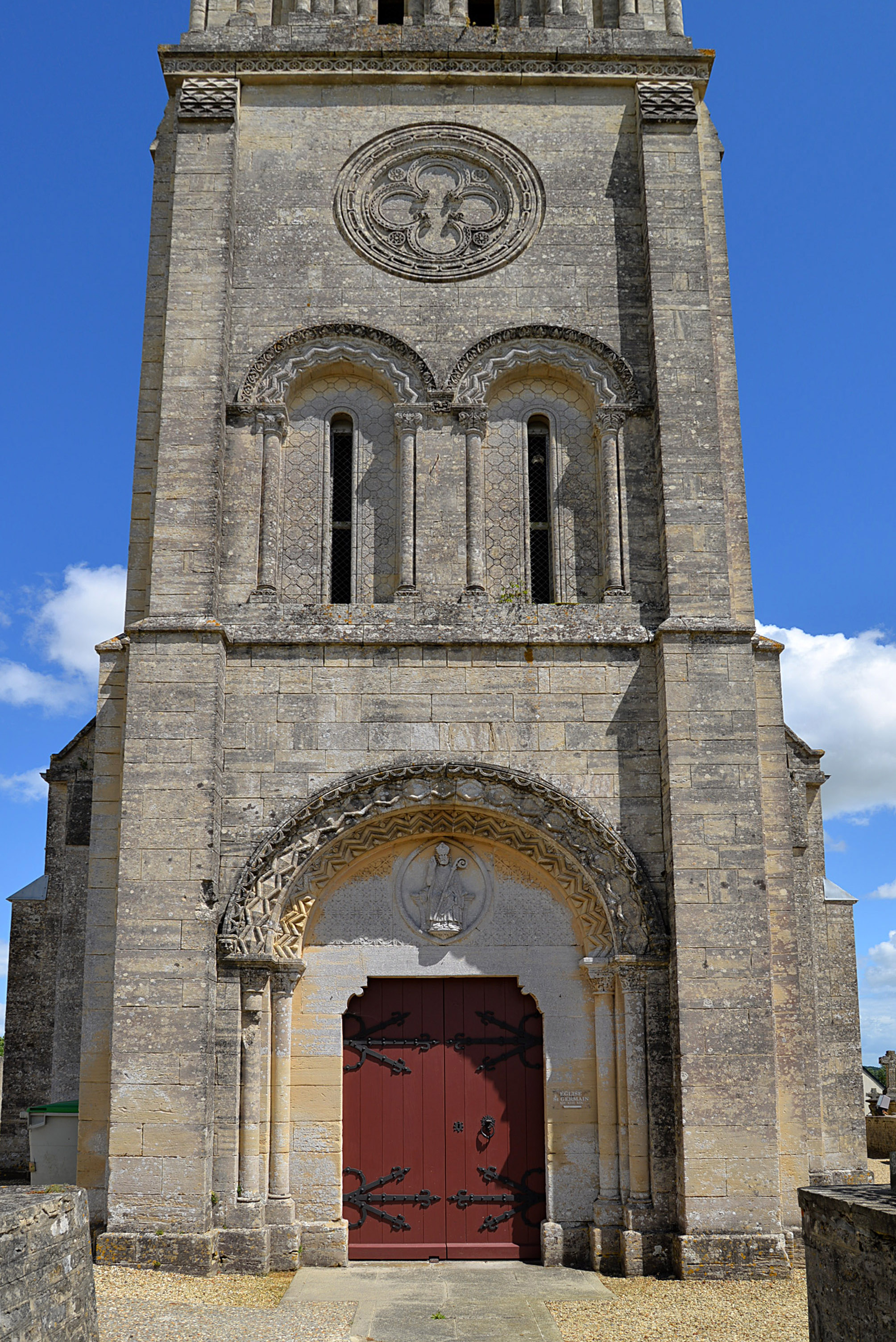
La façade ouest de l'église Saint-Germain.
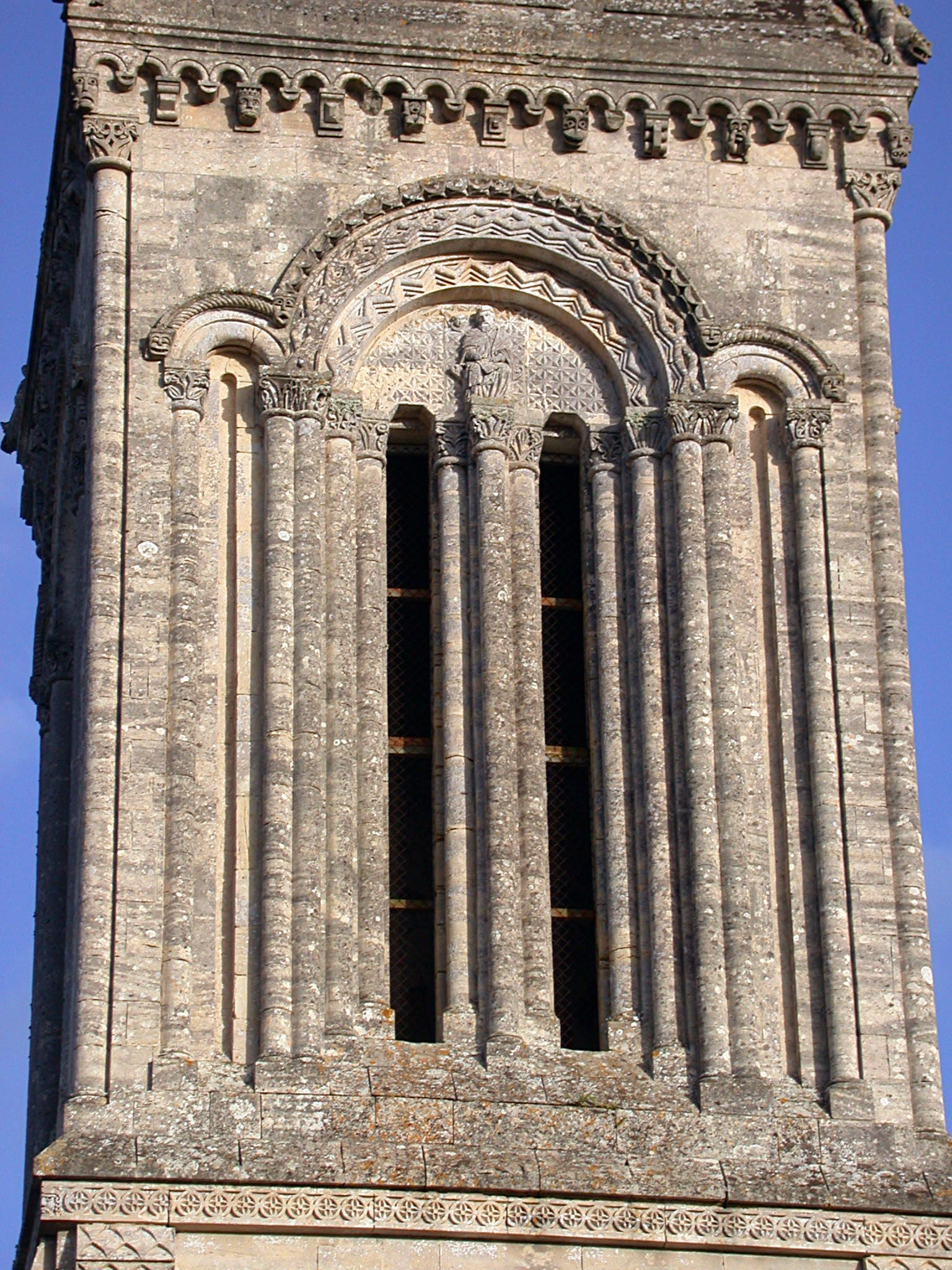
Détails de la façade ouest du clocher de l'église Saint-Germain.
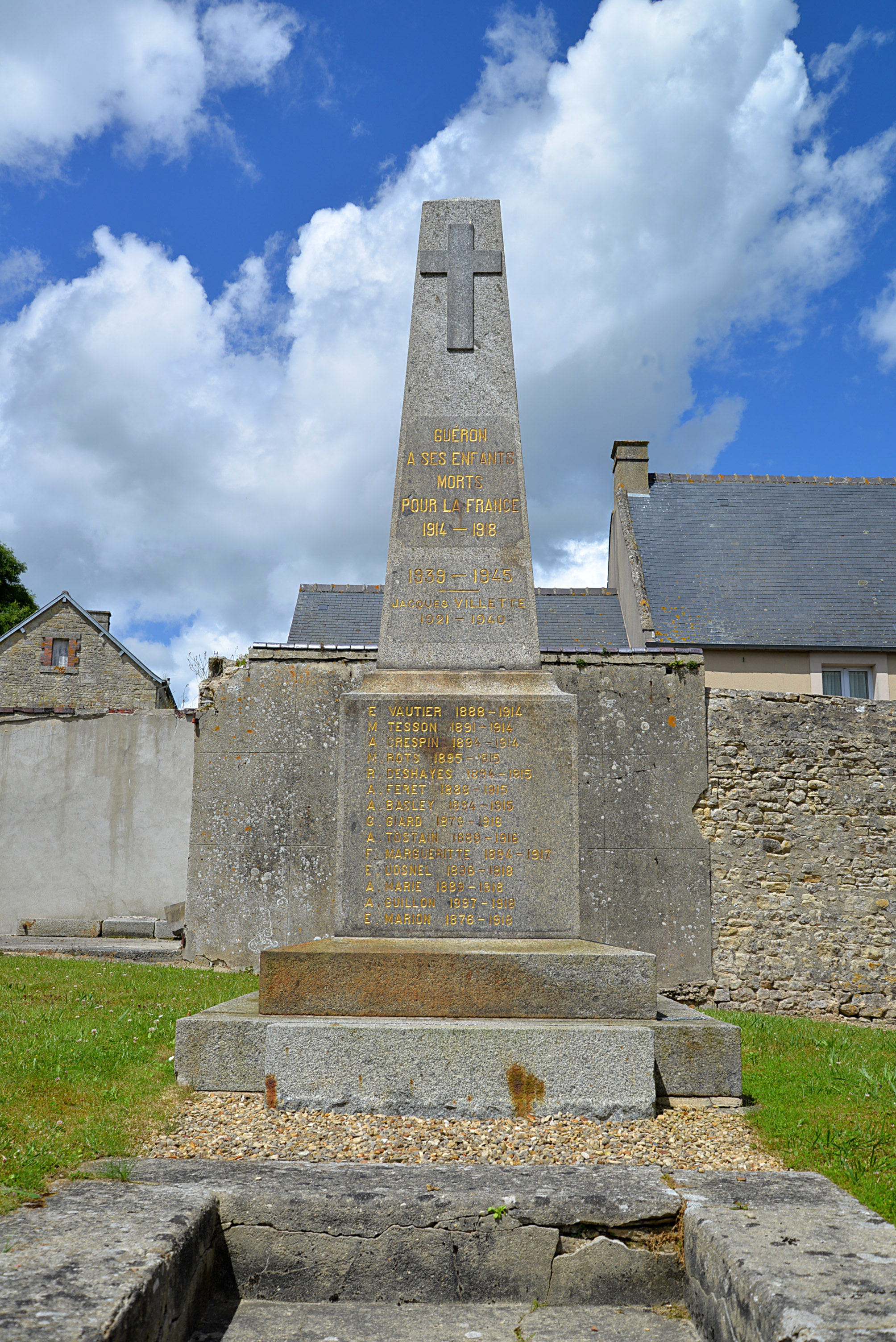
Le monument aux morts.

### Personnalités liées à la commune
L'abbé Edgeworth de Firmont (1745-1807) vint se cacher durant trois semaines dans une maison de Guéron, chemin de la Cavée en 1796. Il réussit à s'embarquer pour les îles Saint-Marcouf, puis pour l'Angleterre. Cet ecclésiastique est célèbre pour avoir accompagné Louis XVI sur l'échafaud. On lui a attribué la phrase suivante : « Fils de saint Louis, montez au ciel ».